# 真理的入门
《真理的入门》（也称《真理的献礼》；维吾尔语：عتبة الحقائق，拉丁维文：Atebetu'l  Hakajiq；原名：ئەتەبەتۇل ھەقايىق）是以回鹘文、察合台文为主要语言所著的长篇训诫诗。根据作品的内容及语言特点认为是该书著于十二世纪末、十三世纪初的喀喇汗王朝末期。《真理的入门》主要阐述了维吾尔等民族的伊斯兰教伦理学。该书对研究维吾尔文学、突厥民族的古代哲学、礼节、文化水平以及语言特点有着重要的意义。除此之外，因为该书创作于喀喇汗王朝的衰落时期，故对当时的社会面貌也有一定程度上的反映。是继《福乐智慧》之后又一部广泛流传于新疆、中亚以及西亚的突厥民族中的维吾尔古典文学名著。

## 作者
《真理的入门》作者全名为艾迪甫·艾合麦提·马合穆提·尤格纳克。其中艾迪甫·艾合麦提是作者在作品末尾的自称，马合穆提为其父亲的名字，而在一些跋诗中提到的尤格纳克则是他的家乡。艾迪甫·艾合麦提生卒信息不详。关于艾迪甫·艾合麦提的家乡尤格纳克的具体位置认为是在乌兹别克斯坦撒马尔罕附近，但并没有足够的史料可以支撑此种说法。另外也有在訛答剌和费尔干纳的说法。还有一种说法认为该地在新疆阿图什境内。有学者认为艾迪甫·艾合麦提是一名盲人文学家，曾远赴巴格达求过学。而这部著作就是作者献给当时喀喇汗王朝的官员埃米尔木罕默德达·伊斯帕伯克的。
三首跋诗有一首作者姓名不详，另外两首作者分别是十五世纪帖木儿王朝的官员埃米尔·赛福丁和阿尔斯兰·合加·塔尔汗等。

## 版本

#### 手抄本
《真理的入门》的原本未被发现。现存于世的有三种较为完整的手抄本以及一些残缺的手抄本本子和片段。其中最早的完整手抄本便是公元1444年再努拉比丁于撒马尔罕完成的回鹘文甲本。此本也是较其他版本更为完善且书名《真理的入门》更适应作品内容，故《真理的入门》的称为流传更广泛。另外两本分别是1480年在伊斯坦布尔由阿不都热扎克用回鹘文和阿拉伯文逐行对照抄写的乙本。甲本和乙本都藏于圣索菲亚大教堂的图书馆内。另外，还有抄写时间和抄写人不详的阿拉伯文抄本，也就是丙本。丙本现藏于托卡比皇宮的图书馆内。乙本和丙本的书名都叫做《真理的献礼》。三本抄本除了原文外，还有用阿拉伯文撰写的标题以及回鹘文撰写的小标题。而那些残本和片断则多为回鹘文抄本且抄写人和抄写时间均不详，这些残本和片断藏于土耳其安卡拉的图书馆内和柏林普鲁士科学院突厥回鹘文藏书部。

#### 译本
1951年，土耳其学者法·克甫热律和热·阿拉提曾根据出版的手抄本校对、翻译出版了土耳其文译文本并由伊斯坦布尔阿塔什出版社出版。1980年，民族出版社出版了由突厥语学家哈米提·铁木耳和吐尔逊·阿尤甫共同整理翻译的维吾尔语版《真理的入门》。汉文译本则是由中央民族学院魏萃一教授翻译并于1981年9月由新疆人民出版社出版发行。

## 体裁、语言特点及内容
《真理的入门》是一部受到《福乐智慧》影响的长篇训诫诗。全诗14章484行，另三种手抄本都有抄者用回鹘文所著的跋诗共28行，故共512行。前五章是11音节的隔行押韵的双行诗。双行诗是用阿鲁孜诗律的穆台卡里甫格律写成的。双行诗分为四个诗节，分别是短长长-短长长-短长长-短长。后九章则是一、二、四行押韵的四行诗，韵脚有窄元音、宽元音的变化，节奏则采用了鲁巴依的格律。跋诗是采用11音节的鲁巴依或玛斯纳维格律写成的。另外全诗还运用了突厥语诗人爱使用的同音异义词。
《真理的入门》在语言上继承了鄂尔浑、回鹘时期的特点，并在此基础上有所发展和创新。另外和喀喇汗王朝早期的喀喇汗语也有所不同。除此之外，《真理的入门》使用了超过200个阿拉伯语、波斯语借词，相比于11世纪所著的《福乐智慧》时代使用借词的数量更多。《真理的入门》抄本所使用的语言处在喀喇汗王朝回鹘书面语向察合台书面语过渡时期。
《真理的入门》与其他伊斯兰文学类似，内容上先是赞颂真主、先知、圣徒和异密以及作诗目的，然后诗歌转入正题。开始阐述关于知识学习、缄口、慷慨、谦虚、宽恕、忍耐等修身处世之道，并抨击了吝啬、骄傲、贪婪、无知等恶行以及感慨黑汗王朝的衰落时期时的沧海桑田和对社会现状的不满以及世风日下的忧虑。最后则是作者的自述。